# Бизано
Бизано (фр. Bizanos) насеље је и општина у југозападној Француској у региону Аквитанија, у департману Атлантски Пиринеји која припада префектури По.
По подацима из 2011. године у општини је живело 4773 становника, а густина насељености је износила 1079,86 становника/km². Општина се простире на површини од 4 km². Налази се на средњој надморској висини од 187 метара (максималној 233 m, а минималној 174 m).

## Демографија
| 1962. | 1968. | 1975. | 1982. | 1990. | 1999. | 2011. |
| ----- | ----- | ----- | ----- | ----- | ----- | ----- |
| 3.586 | 4.039 | 4.249 | 4.134 | 4.298 | 4.673 | 4.773 |

График промене броја становника у току последњих година